# Sibi
Sibi – miasto w Pakistanie, w prowincji Beludżystan. W 2017 roku liczyło 64 427 mieszkańców.